# Penaeidae
Penaeidae (Rafinesque, 1815) é uma família de camarões, à qual pertencem cerca de 80% dos camarões pescados no mundo e uma quantidade equivalente a um terço dos camarões capturados, em produção aquícola.
Os peneídeos possuem um rostro bem desenvolvido e denteado, que se estende até, ou ultrapassa, os pedúnculos dos olhos; carapaça com curtos sulcos cervicais que não chegam à linha média dorsal; últimos dois pares de pereópodes bem desenvolvidos; terceiro e quarto pares de pleópodes birramosos; endópodes do segundo par de pleópodes dos machos transformados num apêndice masculino; télson pontiagudo, com ou sem espinhos, fixos ou móveis nas margens; uma única artrobrânquia bem desenvolvida no penúltimo segmento do tórax.

## Géneros da família Penaeidae
A família Penaeidae inclui 26 géneros e 216 espécies:
- Artemesia
- Atypopenaeus
- Farfantepenaeus
- Fenneropenaeus
- Funchalia
- Heteropenaeus
- Litopenaeus
- Macropetasma
- Marsupenaeus
- Megokris
- Melicertus
- Metapenaeopsis
- Metapenaeus
- Miyadiella
- Parapenaeopsis
- Parapenaeus
- Pelagopenaeus
- Penaeopsis
- Penaeus
- Protrachypene
- Rimapenaeus
- Tanypenaeus
- Trachypenaeopsis
- Trachypenaeus
- Trachysalambria
- Xiphopenaeus